# Territorio Federal Caura
El Territorio Federal Caura fue una antigua entidad federal de los Estados Unidos de Venezuela. Su superficie estaba conformada por parte del actual Estado Bolívar, limitaba al norte con los estados Guzmán Blanco y Bermúdez, al sur con el Territorio Federal Alto Orinoco y al este y oeste con el Estado Bolívar.

## Historia
Fue creado en el proceso de reorganización que se produjo bajo el mandato del General Antonio Guzmán Blanco, con el objetivo de administrar y controlar la explotación de madera, y especialmente, de la sarrapia que era un producto de gran valor económico para las exportaciones nacionales. Este aprovechamiento dependía de la explotación de mano de obra indígena, cimarrona y criolla. Fue erigido el 9 de febrero de 1882 con cabecera en Moitaco y conformado por los municipios La Piedra, Puruey, Altagracia, Aripao y Maripa. Fue disuelto el 9 de mayo de 1890 como consecuencia del grado de violencia que se venía sucediendo dentro del territorio entre los dueños de concesiones, peones y gobierno. Tras su reintegración al Estado Bolívar, fue reorganizado como el distrito Sucre.